# Cserpatak (Románia)
Cserpatak (románul: Valea Cerului, szlovákul: Čerpotok), település Romániában, a Partiumban, Bihar megyében.

## Fekvése
Berettyószéplak mellett fekvő település.

## Története
Cserpatak korábban Berettyószéplak része volt, 1956-ban 294 lakossal vált önálló településsé.
A 2002-es népszámláláskor 444 lakosából 13 román, 3 magyar, 427 szlovák volt.